# Saturnalia
Saturnalia byl rod malého, vývojově primitivního plazopánvého dinosaura, žijícího na území dnešní Brazílie v období svrchního triasu (před 230 miliony let). Fosilie tohoto dinosaura byly objeveny v sedimentech geologického souvrství Santa Maria. Formálně byl tento taxon popsán roku 1999.

## Popis
Tento sauropodomorf tedy patřil k nejstarším známým dinosaurům vůbec. Dosahoval délky jen kolem 1,5 metru a hmotnosti asi 10 nebo 11 kilogramů. Vykazoval množství poměrně primitivních vývojových znaků. Mohlo však jít o zástupce skupiny, zahrnující také pozdější obří sauropody. Dnes je tento rod obvykle řazen do podčeledi Saturnaliinae, zahrnující vývojově primitivní sauropodomorfy, žijící na počátku období pozdního triasu (asi před 235 až 225 miliony let).

## Etymologie
Rodové jméno dinosaura bylo stanoveno podle skutečnosti, že nález byl učiněn během brazilského svátku zimního slunovratu, který má zřejmě kořeny až ve starořímských saturnáliích.

### Česká literatura
- SOCHA, Vladimír (2021). Dinosauři – rekordy a zajímavosti. Nakladatelství Kazda, str. 11.